# Rhinluch

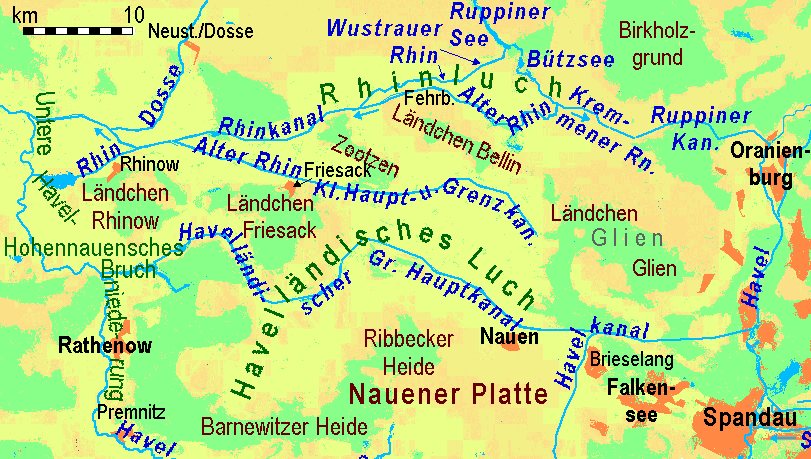
Havelländisches Luch und Rhinluch:
Höhen gelbgrün < 40 m bis bräunlich > 45 m,
Wald = grün unabh. von der Höhenlage

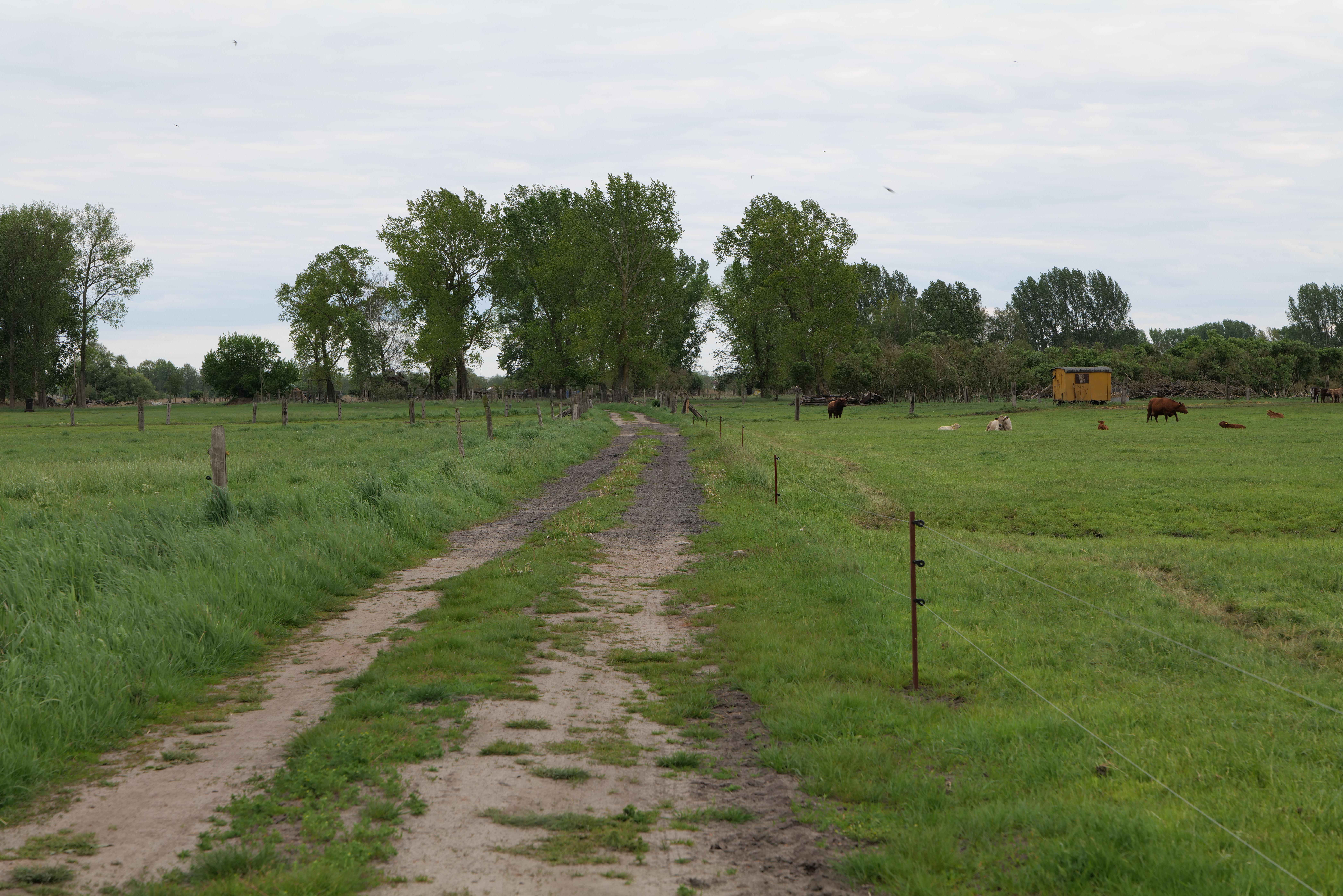
Weiden am Naturschutzgebiet Oberes Rhinluch

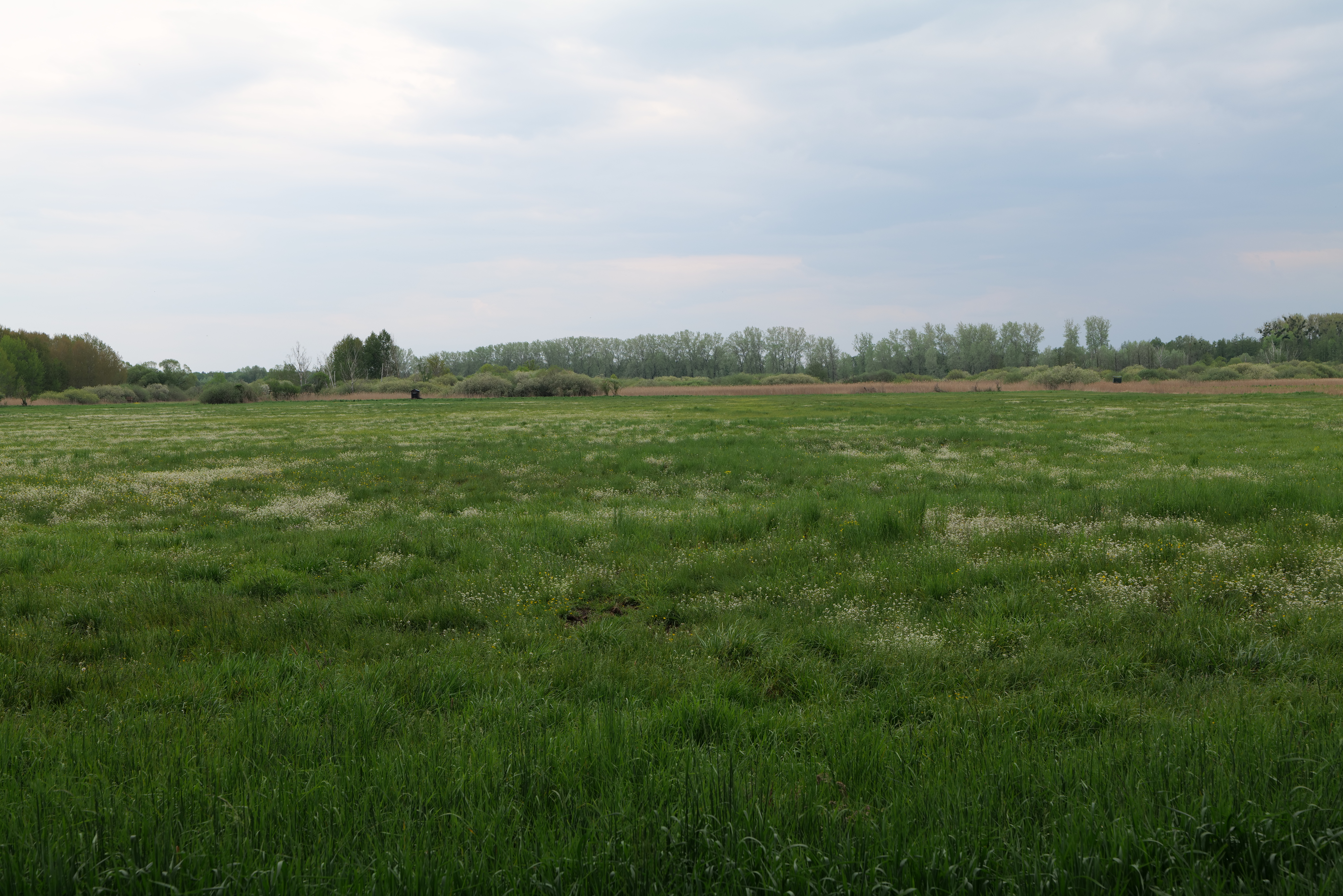
Feuchtwiese im Naturschutzgebiet Kremmener Luch

Das Rhinluch ist eine Niedermoorlandschaft im Norden des Landes Brandenburg, die vom namensgebenden Fluss Rhin durchflossen wird. Es erstreckt sich im Wesentlichen zwischen den Gemeinden Fehrbellin und Herzberg (Mark) im Landkreis Ostprignitz-Ruppin und der Stadt Kremmen im Landkreis Oberhavel. Das obere Rhinluch umfasst etwa 23.000 Hektar. Der Namensbestandteil Luch bezeichnet mehrere Feuchtgebiete im Land Brandenburg, in deren Gewässern das Wasser vor der Anlage moderner Drainagesysteme mehr stand als floss.
Das Rhinluch wurde in der letzten Eiszeit und der Nacheiszeit gebildet. Zunächst entstand vor etwa 16.000 Jahren das Eberswalder Urstromtal als Abflussbahn der Schmelzwässer des Gletschereises. Dieses große Flusstal fiel mit dem weiteren Zurückschmelzen der Gletscher noch in der Eiszeit trocken. Erst unter dem Einfluss des Menschen wurden diese Moore im Rahmen von Meliorationsmaßnahmen zu Wiesen und Weiden umgestaltet. Der östlichste Ausläufer des Rhinluch ist das Kremmener Luch, das an die Zehdenick-Spandauer Havelniederung grenzt.
Der brandenburgische Dichter Theodor Fontane beschrieb das Rhinluch in seinen Wanderungen durch die Mark Brandenburg so:

„Wie das Havelland den Mittelpunkt Alt-Brandenburgs bildet, so bildet das Luch wiederum den Mittelpunkt des Havellandes. Dieses ist ungefähr fünfzig Quadratmeilen groß; in diesen fünfzig Quadratmeilen stecken die zweiundzwanzig Quadratmeilen des Luchs wie ein Kern in der Schale. Die Form dieses Kerns ist aber nicht rund, auch nicht oval oder elliptisch, sondern pilzförmig; wie ein Pilz mit kurzem dicken Stengel, breitem schirmförmigen Dach und einer großen kugelförmigen Wurzel. Der Längsdurchschnitt eines solchen Pilzes verdeutlicht, welche Form das Luch einnimmt. Das Luch besteht aus zwei Hälften, aus einer schirmförmig-nördlichen und einer kugelförmig-südlichen, die beide da, wo der kurze Strunk des Pilzes läuft, nah zusammentreffen. Die schirmförmige Hälfte heißt das Rhinluch, die kugelförmige das Havelländische Luch. Das Verbindungsstück zwischen beiden hat keinen besonderen Namen. Dies verhältnismäßig schmale, dem Strunk des Pilzes entsprechende Verbindungsstück ist dadurch entstanden, daß sich von rechts und links her Sandplateaus in den Luchgrund hineingeschoben haben. Diese Sandplateaus führen wohlgekannte Namen; das östliche ist das zu besondrem historischen Ansehn gelangte ‘Ländchen Bellin’, das westliche heißt ‘Ländchen Friesack’. Diese beiden ‘Ländchen’ sind alte Sitze der Kultur, und ihre Hauptstädte, Fehrbellin und Friesack, wurden schon genannt, als beide Luche noch einem See glichen, der in der Sommerzeit zu einem ungesunden, unsicheren Sumpfland zusammentrocknete.“